# Никола Гьоров
 Никола (Коле) Георгиев (Гьоров) е български революционер, четник, деец на Вътрешната македоно-одринска революционна организация.

## Биография
Коле Гьоров е роден в 1878 година в Лазарополе, тогава в Османската империя, днес в Северна Македония. Влиза във ВМОРО, през 1904 година е четник при Стоян Донски. През Първата световна война, по случай 15-ата годишнина от Илинденско-Преображенското въстание, е награден с бронзов медал „За заслуга“, на военна лента, с корона, за заслуги към постигане на българския идеал в Македония.